# Andrea Belli (giurista)
Andrea Belli (Ruvo del Monte, 24 dicembre 1760 – Napoli, 27 maggio 1820) è stato un giurista e letterato italiano.

## Biografia
Figlio del barone Sabino Belli, originario di Atripalda (nell'allora provincia di Principato Ultra) e discendente dei baroni Belli dell'Isca, durante l'adolescenza viene inviato a Rionero in Vulture e affidato a Marco Pessolani che lo avvia allo studio della letteratura italiana. Una volta ultimati gli sudi letterari, Andrea apprende il greco, il latino e l'ebraico, oltre ad approfondire le conoscenze filosofica, presso il Seminario di Muro Lucano.
Successivamente si dedica agli studi giuridici, approfondendo in modo particolare le sue conoscenze del diritto civile e penale, del diritto romano, nonché dello jus canonico. Giunto a Napoli, concorre alla cattedra di Diritto Romano e Canonico, allora vacante nell'Università degli Studi di Napoli. Decide di abbandonare la carriera forense per dedicarsi completamente allo studio delle lettere e delle scienze. La sua Accademia di letteratura e di filosofia era frequentata, tra gli altri, da Gaetano Filangieri, Francesco Mario Pagano e Pasquale Baffi. L'Accademia del Giglio d'Oro di Lecce lo volle tra i soci onorari e allo stesso modo si comportarono la Società Regale dell'Incoraggiamento e l'Accademia Pontaniana. 
Andrea Belli fu anche nominato membro di una giuria d'esame presso la Università dei regi Studi di Napoli che era presieduta dall'erudissimo Abate don Alessio Pelliccia, cattedratico di Diplomatica nella stessa Università. Il re Ferdinando IV di Borbone per migliorare la cultura dei giovani sudditi del suo Regno lo incarica di dar vita e organizzare alla prima biblioteca del Regno di Napoli. Il sovrano nel 1780 gli volle conferire il titolo di Bibliotecario di Sua Maestà e, successivamente, quello Primo Bibliotecario del Re o Prefetto della Regal Biblioteca Borbonica.
Oltre ad aver composto in gioventù dei sonetti, rimasti inediti, ha tradotto le Odi, gli Epodi e l'Arte poetica di Orazio. Inoltre ha scritto i saggi filosofici Commentari alla metafisica dell'Abate Genovesi, la Confutazione dell'empio sistema filosofico di Benedetto Spinoza e la Dissertazione sulla filosofia. In ambito scientifico scrive l'opuscolo La comparazione tra i vegetabili e gli animali.
Muore il 27 maggio 1820 per una forma di asma bronchiale conseguente alla inalazione delle polveri dei libri. Per ricordare questo insigne giurista, letterato e filosofo lo città di Ruvo del Monte, che gli aveva dato i natali, gli ha intitolato la Scuola Primaria.

## Opere
- Dissertazione sulla filosofia
- La Confutazione del sistema di Spinosa
- I Commentari alla metafisica del Genovese